# Erythrocercus mccallii
El monarca capirrufo (Erythrocercus mccallii) es una especie de ave paseriforme de la familia Erythrocercidae propia de África Occidental y Central.

## Distribución y hábitat
Se lo encuentra en la selva tropical africana.
Sus hábitats naturales son bosques húmedos tropicales.